# Hymenophyllum asplenioides
Hymenophyllum asplenioides är en hinnbräkenväxtart som först beskrevs av Olof Peter Swartz, och fick sitt nu gällande namn av Olof Peter Swartz. Hymenophyllum asplenioides ingår i släktet Hymenophyllum och familjen Hymenophyllaceae. Inga underarter finns listade.